# Turro (metropolitana di Milano)
Turro è una stazione della linea M1 della metropolitana di Milano.

## Storia
La stazione di Turro fu costruita come parte della prima tratta, da Sesto Marelli a Lotto, della linea M1 della metropolitana di Milano, entrata in servizio il 1º novembre 1964.

## Struttura e impianti
La stazione possiede una struttura comune a quasi tutte le altre stazioni della linea: si tratta di una stazione sotterranea a due binari, uno per ogni senso di marcia, serviti da due banchine laterali. Superiormente si trova un mezzanino, contenente i tornelli d'accesso e il gabbiotto dell'agente di stazione.
Dista 579 metri dalla stazione di Rovereto e 648 metri da quella di Gorla.

## Interscambi
La stazione di Turro è servita dalla rete di autolinee ATM.
- Fermata autobus

## Servizi
La stazione dispone di:
- Scale mobili
- Emettitrice automatica biglietti
- Stazione videosorvegliata
- Bar
- Edicola